# Jozef Murgaš
Jozef Murgaš (17. února 1864, Tajov-Jabríková, Uhersko, dnes Slovensko – 11. května 1929 Wilkes-Barre, Pensylvánie, USA) byl slovenský kněz, malíř, vynálezce, průkopník bezdrátové telekomunikace. Pravděpodobně jako první na světě uskutečnil rádiový přenos mluveného slova. Svými patenty si získal uznání celého světa.

## Život

### Evropa

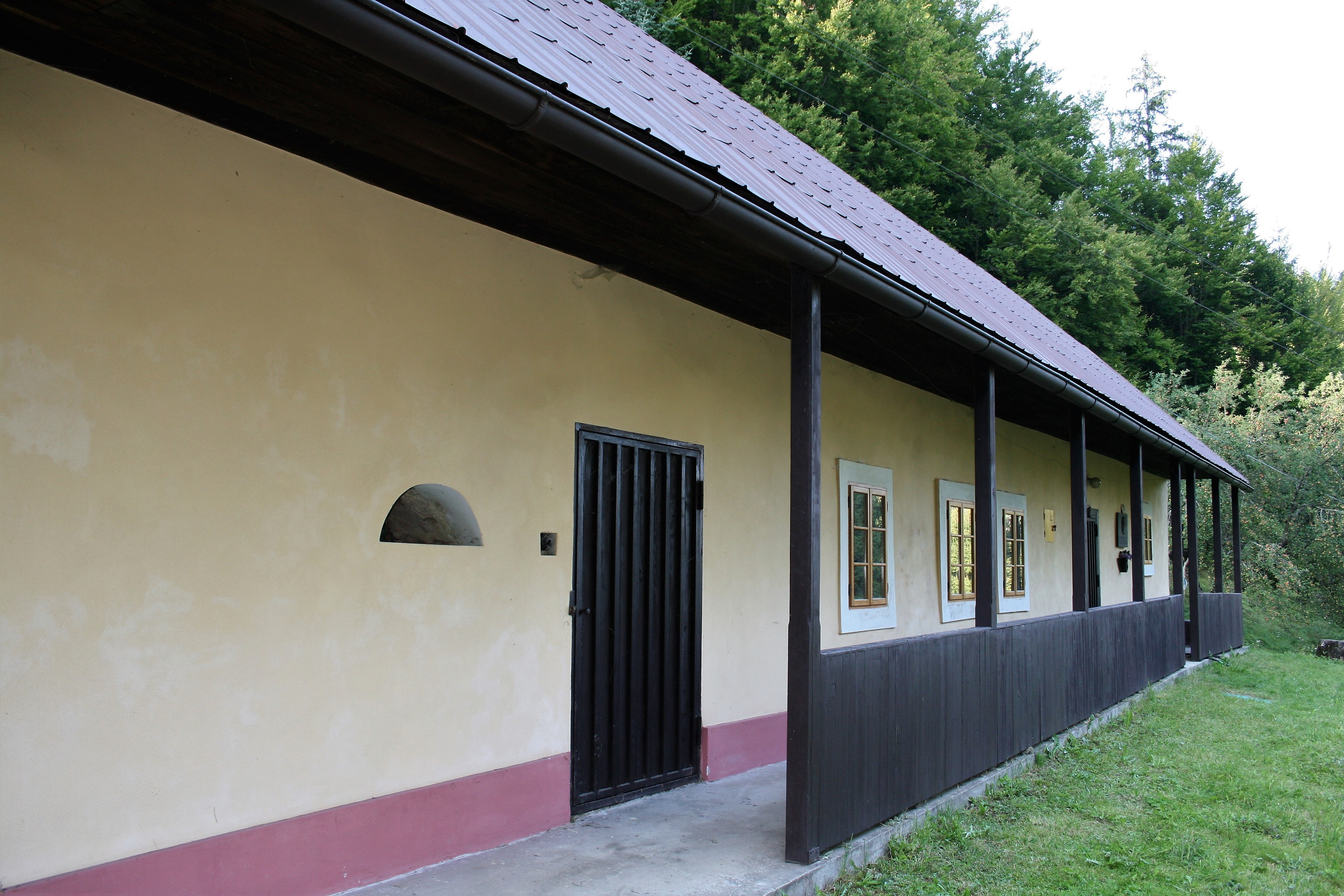
rodný dům Jozefa Murgaše v Tajově

Narodil se  v rodině chudých rolníků v  Tajově v části Farbenô, kde  absolvoval  základní školu. Studoval na gymnáziu v Banské Bystrici (1876–1880), ale zajímalo ho především malířství. V letech 1880–1882 studoval v bratislavském semináři a později do roku 1884 v ostřihomském. Zde se začal zajímat o elektrotechniku. Roku 1888 byl vysvěcen za římskokatolického kněze a nastoupil jako kaplan do obce Dubová. Se souhlasem biskupa následující dva roky, 1889–1890, studoval malířství v Budapešti, pak čtyři roky na akademii výtvarného umění v Mnichově. Kvůli  silnému patriotismu a sociálnímu cítění mu nebylo umožněno dokončit malířská studia a musel pracovat na různých místech v Uherské monarchii.  Ve všech kostelech, v nichž jako kněz působil, zanechal  své vlastní obrazy s církevní tematikou. 

### Spojené státy
V roce 1896  kvůli trvalým konfliktům s biskupským sekretariátem  se Murgaš v roce 1896 rozhodl emigrovat do Spojených států. Usadil se v nově založené hornické obci Wilkes-Barre, kde žilo 300 slovenských rodin. S jeho přispěním byla v osadě založena škola pro slovenské děti a postaven dřevěný kostelík s farou. Pro výzdobu kostela namaloval několik obrazů. Inicioval založení  Slovenské ligy v Americe a během let 1900–1904 se věnoval všeobecnému rozšíření První katolické slovenské jednoty v USA. 
Začal se hlouběji věnovat elektrotechnice, vybudoval si laboratoř, v níž prováděl experimenty s radiovým přenosem signálu. V roce 1900  napsal ve slovenštině článek Telegrafovanie bez drôtu  do sborníku Tovaryšstvo. 2. října 1903 podal Jozef Murgaš ve Washingtonu svou první přihlášku na uznání patentu. 10. května 1904 mu přidělil federální patentový úřad ve Washingtonu dva patenty. První známý jako Zařízení pro bezdrátovou telegrafii a druhý jako Způsob přenášení zpráv pomocí bezdrátové telegrafie.
V prvním patentu byla vysílací stanice vybavena anténou spojenou s menší kuličkou. Na přijímací stanici byla anténa a telefonní sluchátko. V druhém patentu je originální způsob přenášení zpráv pomocí bezdrátové telegrafie, který spočívá ve vysílání a přijímání nespojitých signálů s navzájem odlišnou frekvencí. Na základě těchto dvou patentů byla ve Philadelphii vytvořena akciová společnost Universal Aether Telegraph Co, která využívala Murgašových vynálezů a poskytla mu finance na výstavbu dvou vysílacích věží a další pokusy. 
Jeho nejvýznamnějším objevem se stalo dosažení bezdrátového přenosu mluveného slova před svědky, čímž se zapsal do historie jako vynálezce rádia. Vůbec poprvé se mu to podařilo už 27. dubna 1905. Pomocí výkonného elektrického oscilátoru zabezpečil analogový bezdrátový přenos hlasu prostřednictvím elektromagnetických vln. V jeho Tón systému byla tečka a čárka Morseovy abecedy s rozdílnou délkou  nahrazena frekvenční modulací (vyšším a nižším tónem). Využíval myšlenku vysílat na dvou kmitočtech, čímž urychlil komunikaci 5–10krát. V září 1905 byl proveden veřejný test Murgašových vysílacích a přijímacích zařízení. Rádiové spojení se uskutečnilo mezi obcemi Scranton a Wilkes-Barre, vzdálenými od sebe 30 km. Test byl úspěšný, ale o tři měsíce později bouře zničila anténní stožáry, což vedlo k rozpuštění společnosti. 
Výsledkem další Murgašovy  práce byly například vlnoměr (1907), elektrický transformátor (1907), zařízení na výrobu elektromagnetických vln (1908), bezdrátová telegrafie (1909), detektor elektromagnetických vln (1909), přístroj na výrobu elektrických oscilací (1911), naviják na rybářský prut (1912) či způsob a zařízení na výrobu elektrických oscilací (1916). Mimo jiné byl znám i jako sběratel hub, minerálů a rostlin, měl unikátní sbírku hmyzu (asi 9 000 exemplářů).
Po vstupu USA do první světové války  byly soukromé radiové stanice zakázány a Murgašova práce v tomto odvětví tak skončila. Jeho vynálezy mu nepřinesly obchodní úspěch. Během válečných let se  aktivně angažoval při vytvoření společného státu Čechů a Slováků v Československé republice. Pomocí svých kontaktů připravil půdu pro jednání na podporu vzniku ČSR, která měla vzniknout na základě dohody z 30. května 1918 v Pittsburghu. Murgaš byl jedním ze signatářů Pittsburské dohody.  Zorganizoval mezi americkými Slováky sbírku s výtěžkem 1 milion dolarů na základní valutový fond ČSR.
Na Slovensko se vrátil v roce 1920. Chtěl se zde usadit natrvalo, vyučovat elektrotechniku na některé škole, což mu ale úřady neumožnily. Zklamal ho prezident Masaryk, který ho odmítl přijmout ke slyšení, přestože v Pittsburghu mu slíbil podporu. Proto se vrátil zpět do USA. Tam nejvyšší soud přiznal Murgašovi prvenství v telegrafickém přenosu ve sporu s Marconim. V roce 1925 byl navržen za člena Federální rozhlasové komise Spojených států amerických.  Ve stejném roce vybudoval ve Wilkes-Barre moderní školu pro 550 žáků.
Zemřel 11. května 1929 ve Wilkes-Barre na srdeční záchvat při práci na zahradě.

## Dílo

### Patenty
- 10. května 1904:
  - Zařízení pro bezdrátovou telegrafii (759 852: „Apparatus for wireless Telegraph“)
  - Způsob přenášení zpráv pomocí bezdrátové telegrafie (876 383: „The way of transmitted messages by wireless Telegraph“)
- 1907: vlnoměr (848 675: „Wave meter“) elektrický transformátor (848 676: „Electrical transformer“)
- 1908: zařízení pro výrobu elektromagnetických vln (917 103: „Making of sparkless frequency from power supply without interrupter“)
- 1909: bezdrátová telegrafie (915 993: „Wireless Telegraph“), detektor magnetických vln (917 104: „Magnetic waves detector“)
- 1911: přístroj na výrobu elektrických oscilací (1 001 975: „Apparatus for making electrical oscillations“)
- 1912: naviják na rybářský prut (1 034 739: „Spinning reel for fishing rod“)
- 1916: způsob a zařízení na výrobu elektrických oscilací (1196 969: „The way and apparatus for making electrical alternating current oscillations“)
- 860 051 „Underground wireless Telegraph“
- 930 780 „Magnetic detector“
- 9 726 "Improved invention 1 196 696 reg.. In USA "given in England in 1907

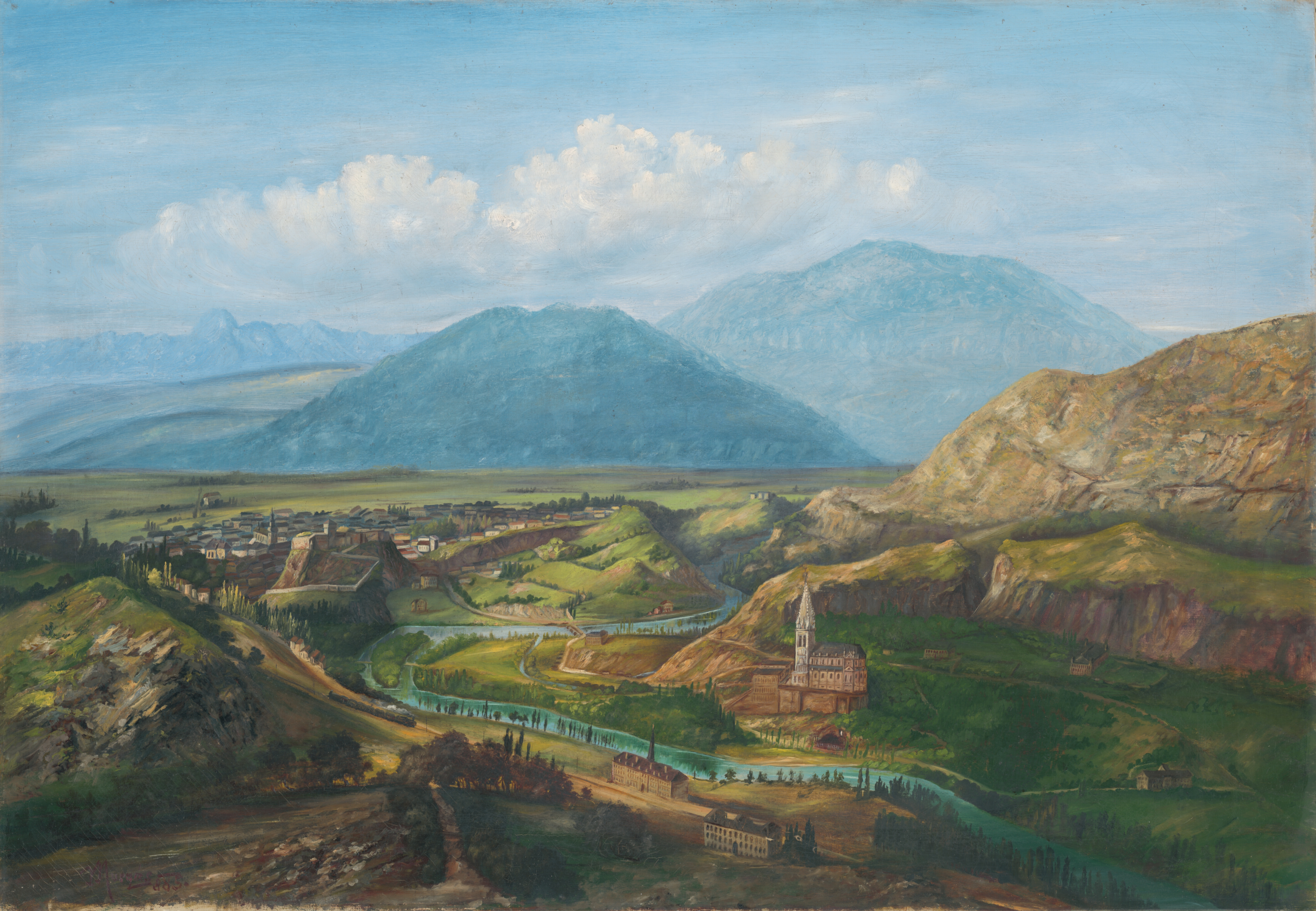
Jozef Murgaš: Veduta (1885, olejomalba)

### Malířské práce
V biskupské rezidenci v Banské Bystrici jsou umístěny dvě Murgašovy olejomalby sv. Alžběta a Kristus před Pilátem. Mezi jeho další známá díla patří obraz sv. Jiřího na hlavním oltáři kostela v Lopeji a obraz Kristova ukřižování v biskupské rezidenci v Nitře. V Americe namaloval asi 20 obrazů, mezi nimi například Rybář ve člunu a Medvědí potok. Obrazy se sakrální tematikou zdobí interiér kostela ve Wilkes-Barre. Posledním obrazem, který Murgaš namaloval, je portrét biskupa O’ Reillyho v životní velikosti.

## Památky

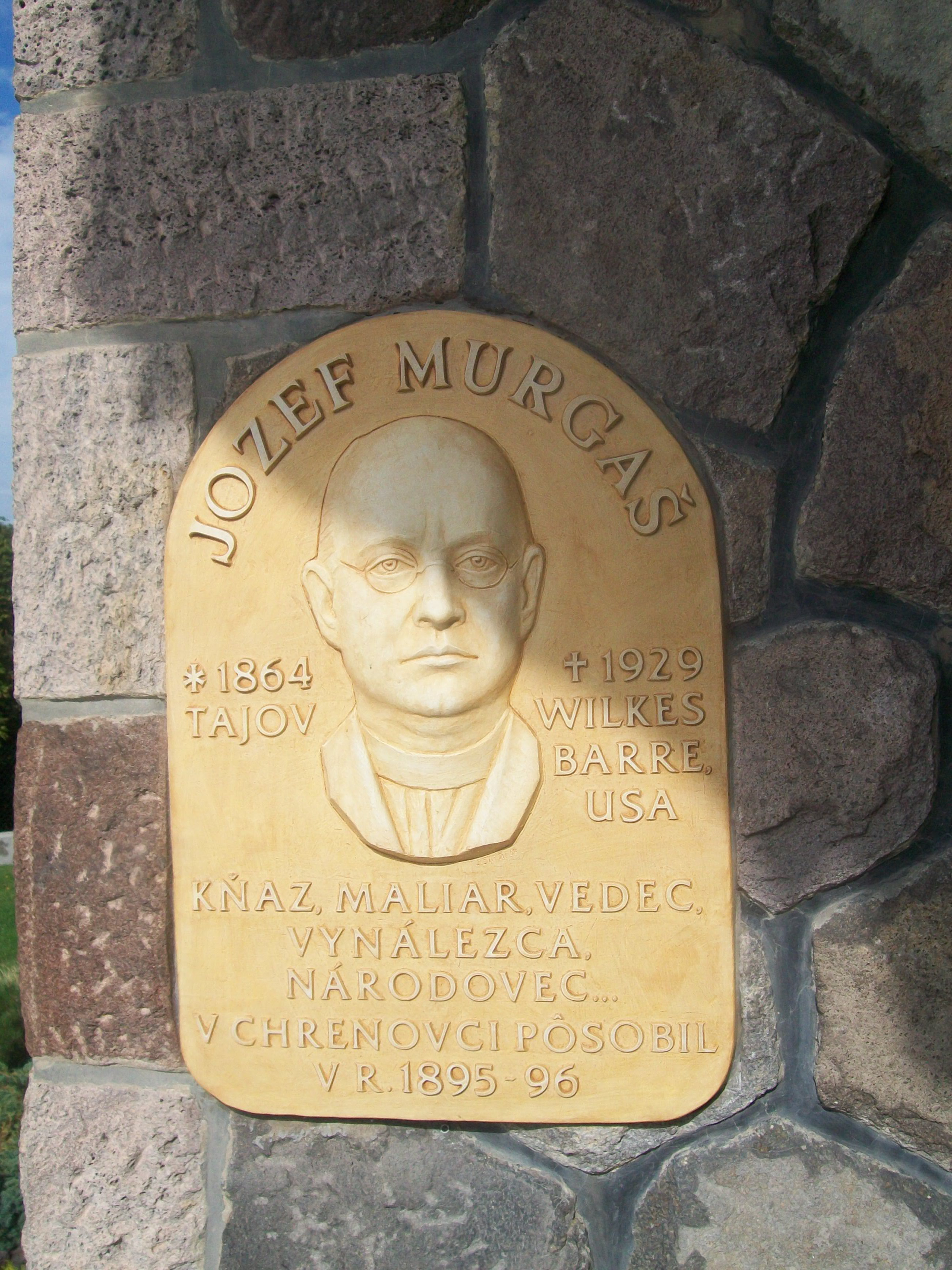
Pamětní deska v Chrenovci, kde Jozef Murgaš strávil poslední roky před odchodem do Ameriky

- V Tajově je Murgašův rodný dům, pamětní pokoj a symbolický hrob s Murgašovým náhrobkem na místním hřbitově. V pamětní místnosti jsou také originály obrazů, obrazů, některé unikáty z jeho sbírky motýlů, modely vynálezů v bezdrátové telegrafii a dokumenty. K vidění je zde také minimodel původních Murgašových anténních stožárů postavený firmou Universal Aether Telegraph Co. ve Wilkes-Barre v roce 1905.
- Pomník s dřevěnou sochou Jozefa Murgaša byl odhalen v Tajově v červnu 2022[5]

- Pomník s bronzovou bustou před budovou  Slovak Telekom na Jarošově ulici v Bratislavě[6]
- Pomník–bronzová busta před rektorátem Slovenské  technické univerzity v Bratislavě na Vazovově ulici byl odhalen v roce 2015 při 110. výročí prvního rádiového přenosu [7]
- Busta na budově Střední průmyslové školy Jozefa Murgaša Banské Bystrici. Jeho jménem jsou také pojmenovány ulice ve vícero slovenských městech
- Životopisný román od Margity Valehrachové Technik v reverende (1970)
- Kopie patentů v Národním technickém muzeu v Praze
- Od roku 1939 je po něm pojmenována Murgašova ulice v Praze 4 - Krči.[8]
- Od roku 1997 uděluje Cenu Jozefa Murgaše každoročně Slovenská elektrotechnická společnost a Ministerstvo dopravy, pošt a telekomunikací Slovenské republiky  na podporu tvořivé činnosti mladých vědeckých a technických pracovníků a studentů, kteří přispívají k rozvoji elektronických komunikací a jejich aplikaci v národním hospodářství Slovenska[9]
- ke 150. výročí narození Jozefa Murgaše vydala Národní banka Slovenska v roce 2014 stříbrnou pamětní minci

- Podle životního příběhu Josefa Murgaše vzniklo v roce 2008 divadelní představení Niekto to rád slovenské, v podání Radošinského naivního divadla[10].